# Ken Wharton
Kenneth Frederick Charles Wharton, detto Ken (Smethwick, 1º marzo 1916 – Ardmore, 12 gennaio 1957), è stato un pilota automobilistico inglese, che corse anche in Formula 1.
Nel 1957 Wharton rimase mortalmente ferito quando la sua Ferrari Monza si schiantò in una gara di auto sportive sul circuito di Ardmore. Più di 1100 persone parteciparono al suo funerale, tra cui sua madre, suo padre, sua sorella, i suoi zii e i suoi cugini.

## Risultati in Formula 1
| 1952 | Scuderia         | Vettura              |   |  |     |  |  |  |     |   |  | Punti | Pos. |
| ---- | ---------------- | -------------------- | - |  | --- |  |  |  | --- | - |  | ----- | ---- |
| 1952 | Scuderia Franera | Frazer-Nash e Cooper | 4 |  | Rit |  |  |  | Rit | 9 |  | 3     | 13º  |

| 1953 | Scuderia       | Vettura |  |  |     |  |     |   |  |   |    | Punti | Pos. |
| ---- | -------------- | ------- |  |  | --- |  | --- | - |  | - | -- | ----- | ---- |
| 1953 | Pilota privato | Cooper  |  |  | Rit |  | Rit | 8 |  | 7 | NC | 0     |      |

| 1954 | Scuderia    | Vettura       |  |  |  |     |   |    |   |  |   | Punti | Pos. |
| ---- | ----------- | ------------- |  |  |  | --- | - | -- | - |  | - | ----- | ---- |
| 1954 | Owen Racing | Maserati 250F |  |  |  | Rit | 8 | NP | 6 |  | 8 | 0     |      |

| 1955 | Scuderia | Vettura |  |  |  |  |  |   |     |  |  | Punti | Pos. |
| ---- | -------- | ------- |  |  |  |  |  | - | --- |  |  | ----- | ---- |
| 1955 | Vanwall  | Vanwall |  |  |  |  |  | 9 | Rit |  |  | 0     |      |

| Legenda | 1º posto     | 2º posto | 3º posto    | A punti         | Senza punti/Non class.  | Grassetto – Pole position Corsivo – Giro più veloce |
| Legenda | Squalificato | Ritirato | Non partito | Non qualificato | Solo prove/Terzo pilota | Grassetto – Pole position Corsivo – Giro più veloce |